# 나르던

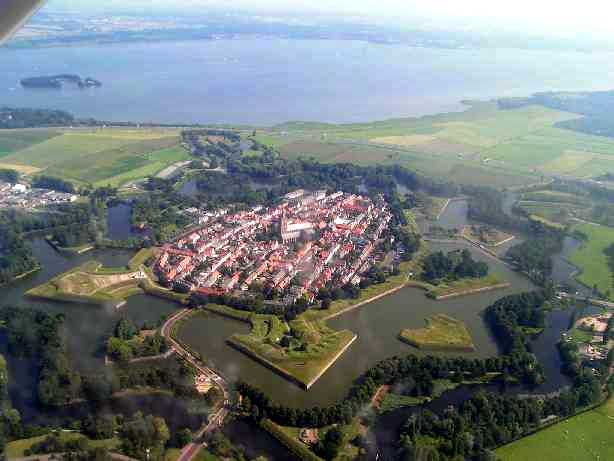
나르던

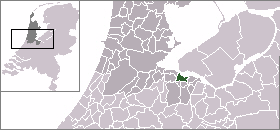
나르던의 위치

나르던(네덜란드어: Naarden)은 네덜란드 노르트홀란트주의 도시로 면적은 32.90km2, 높이는 3m, 인구는 17,204명(2014년 5월 기준), 인구 밀도는 804명/km2이다.

시기
시 문장

## 같이 보기
- 스페인 제국